# Giri Tunggal
Giri Tunggal is een bestuurslaag in het regentschap Pringsewu van de provincie Lampung, Indonesië. Giri Tunggal telt 1567 inwoners (volkstelling 2010).